# Cascade des Marmore
La cascade des Marmore, en italien Cascata delle Marmore, est une chute d'eau sur trois niveaux dont le plus grand mesure 83 m et qui se situe dans la frazione de Marmore, près de Terni, en Ombrie (Italie), où le Velino se jette dans la Nera.

## Description
La cascade des Marmore est une chute d'eau artificielle qui a été créée par les anciens Romains et dont des sels de calcium donnent aux roches l'aspect du marbre auquel elle doit son nom. Elle est située à 7,7 km de Terni, capitale provinciale de la région de l'Ombrie. Sa hauteur totale est de 165 m ce qui en fait la chute la plus haute d'Italie et la plus haute chute d'eau artificielle dans le monde. De ses 3 sections, la première, qui mesure 83 m, est la plus haute.
Ses eaux proviennent en partie de la rivière Velino dont le restant est utilisé pour une centrale hydroélectrique de 530 MW, après avoir traversé le lac de Piediluco près de la localité de Marmore. Les eaux se déversent dans la vallée inférieure, formée par la rivière Nera. 
Le débit de la cascade est activé et désactivé selon un horaire bien défini, pour satisfaire conjointement les besoins du tourisme et ceux de la compagnie d'électricité.

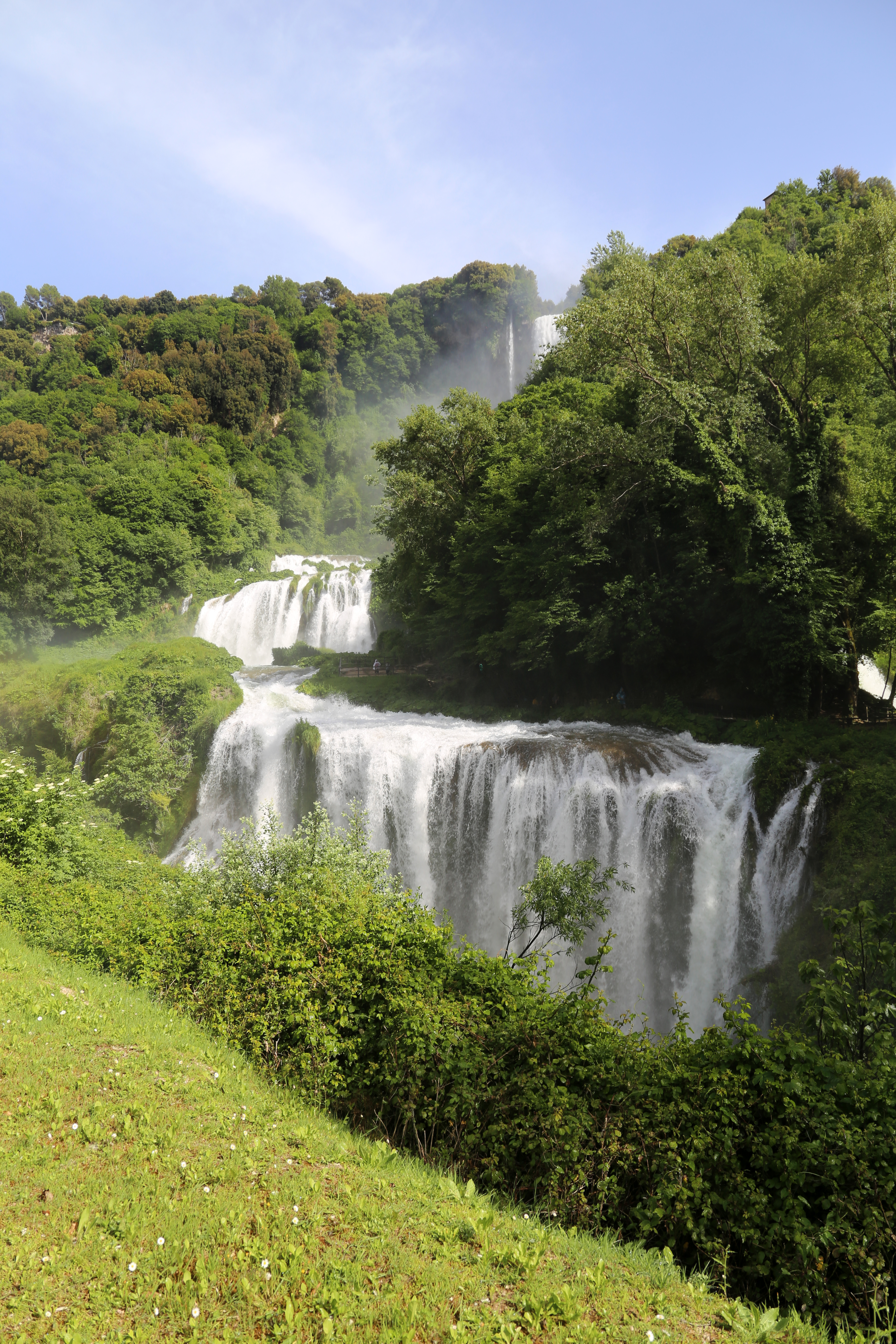
Vue des chutes

## Histoire
Dans l'Antiquité, la rivière Velino se perdait dans les marais de la plaine de Rieti. La cascade fut créée par Manius Curius Dentatus, consul romain durant le IIIe siècle avant J-C pour que les eaux stagnantes puissent s'écouler. La cascade fut élargie au Moyen Âge, puis de nouveau au XVIIIe siècle par l'architecte Andrea Vici (it).
Au XVIIe siècle et XIXe siècle, cette cascade spectaculaire impressionna des peintres comme Labruzzi et Camille Corot.

Représentations dans la peinture
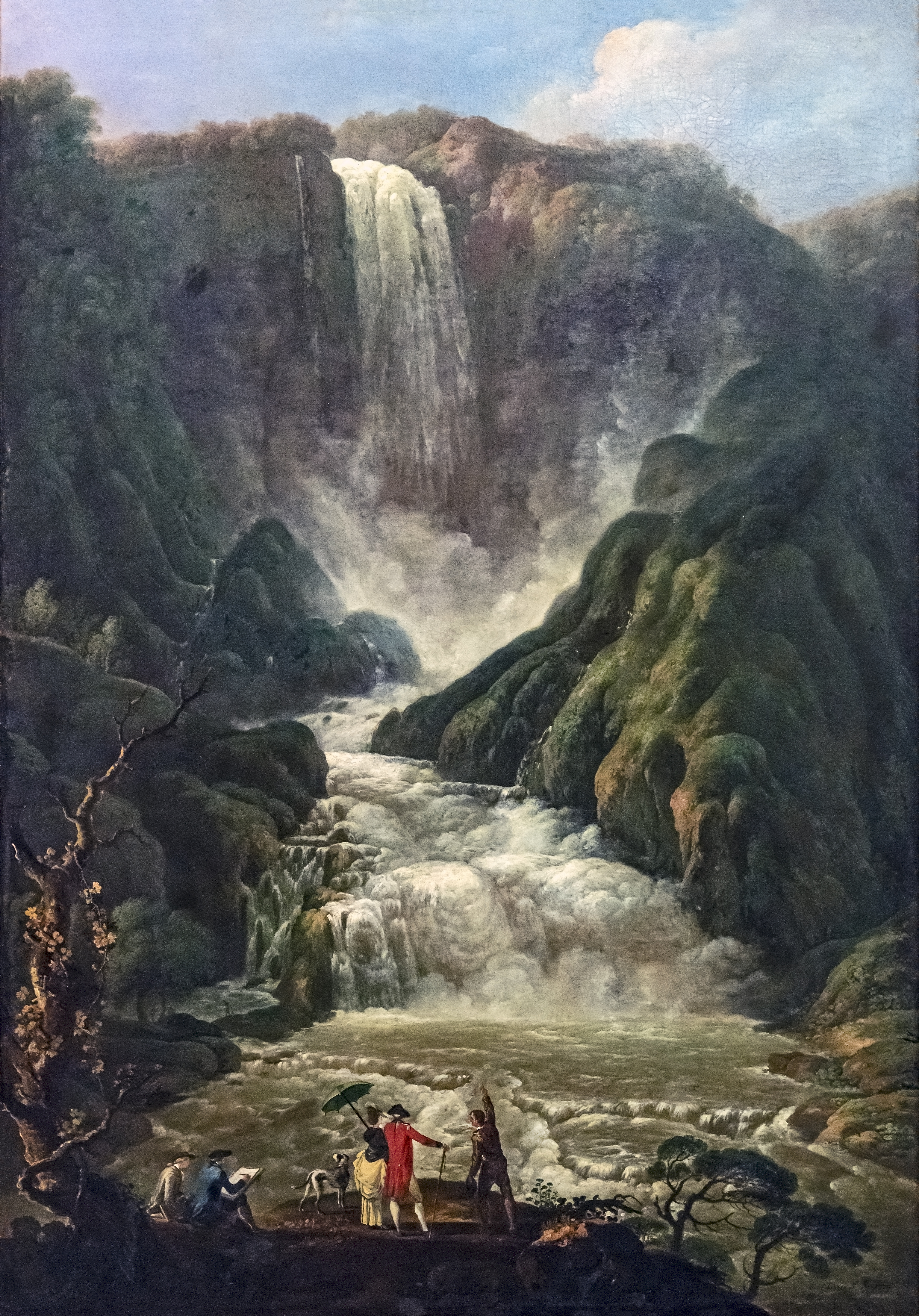
Carlo Labruzzi Musée des Beaux-Arts de Carcassonne
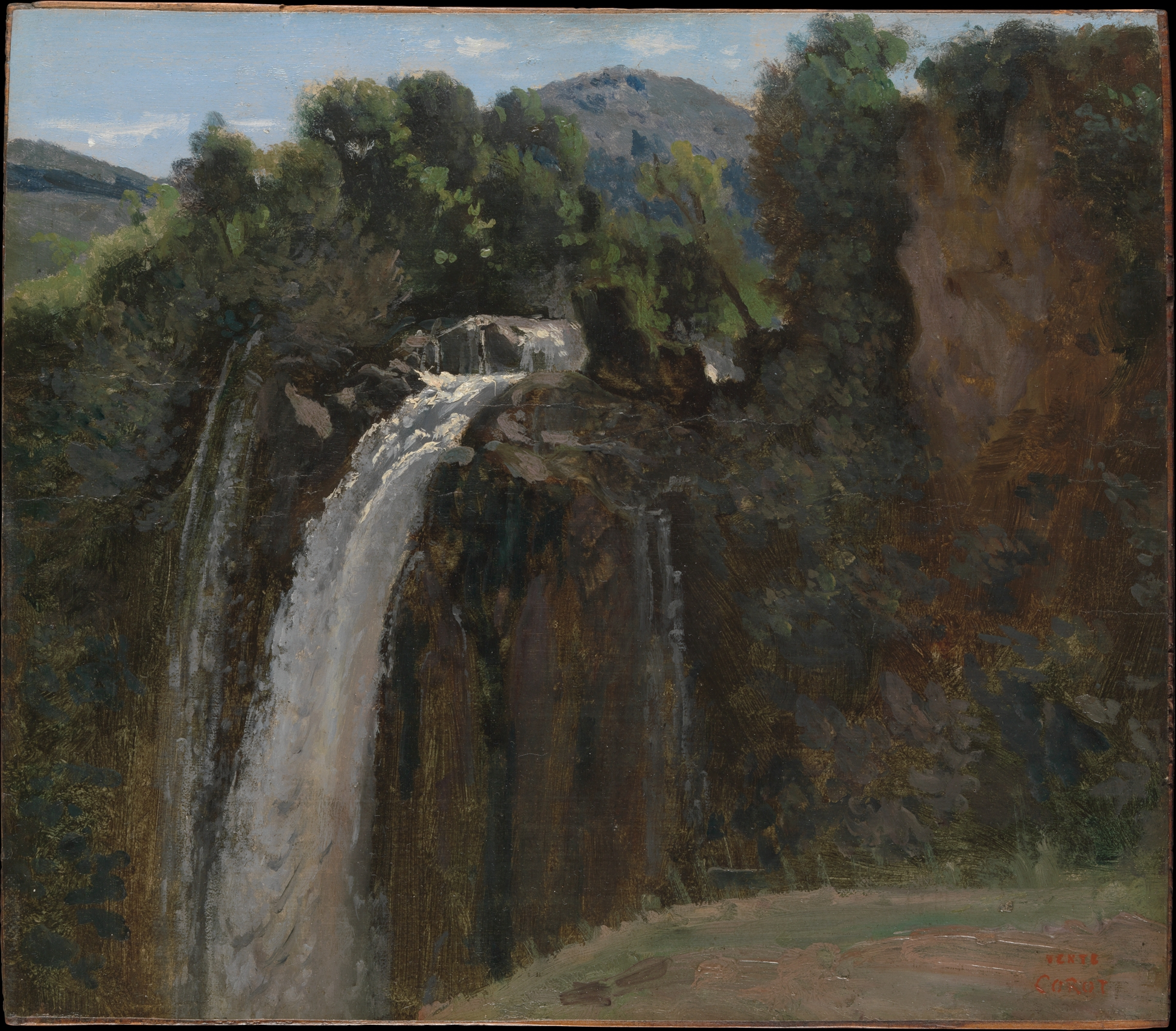
Chute d'eau à Terni Camille Corot, 1826 Metropolitan Museum of Art, New York